# 乔治·内文森
乔治·内文森（英語：George Nevinson，1882年10月3日—1963年3月13日），英国男子水球运动员。他曾代表英国英国参加1908年夏季奥林匹克运动会水球比赛，获得一枚金牌。他因腿部受伤无缘参加1912年奥运会。